# 圣克鲁斯德拉塞罗斯
圣克鲁斯德拉塞罗斯（西班牙語：Santa Cruz de la Serós），是西班牙阿拉贡自治区韦斯卡省的一个市镇。总面积27平方公里，总人口152人（2001年），人口密度6人/平方公里。